# Bränsleluftblandning
Bränsleluftblandning avser blandningen av bränsle och luft i samband med förbränning. Ofta avses blandningen i en förbränningsmotor, där bränslet exempelvis kan vara bensin, diesel, metanol eller etanol.
För att få en så fullständig förbränning som möjligt eftersträvas normalt en stökiometrisk blandning.
Blandningen sker antingen med hjälp av en förgasare eller ett insprutningssystem. Blandningen komprimeras av kolven i cylindern och antänds oftast med tändstift, i dieselmotorn antänds blandningen av själva kompressionen.

## Lambdavärde
Lambda, λ, anger förhållandet mellan en stökiometrisk blandning och den faktiska proportionen mellan bränsle och syrgas. λ = 1,0 avser en stökiometrisk blandning, som är den optimal blandningen. Ökas mängden luft i förhållande till bränslet (magrare blandning) är λ större än 1, en blandning med mer bränsle (rik blandning) är värdet mindre än 1.
Den stökiometriska blandningen är för bensin cirka 14,7 delar luft till 1 del bränsle uttryckt som massandelar.
Det är inte alltid som λ = 1 eftersträvas i motorer. Vid höga belastningar och när man på bilar med turbo har ett tryck som är över atmosfärstrycket behövs det en större andel bränsle för att få en bra förbränning. Vid 1 bars övertryck är det vanligt att ett lambdavärde runt 0,85 är lämpligt, men det har mycket att göra med motortyp och andra omständigheter.
I motorer används en lambdasond för att mäta bränsle-luftblandningen.